# Diapozitiv

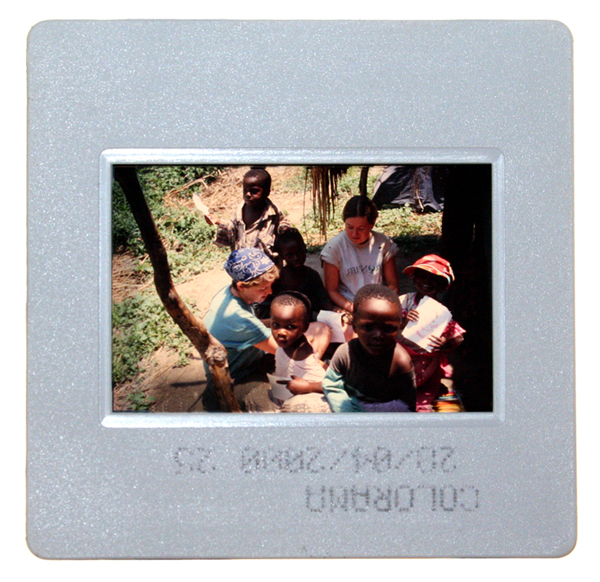
Barevný diapozitiv

Diapozitiv, diapozitivní film nebo inverzní film je pozitivní (barevný nebo černobílý) obraz na průhledné nebo průsvitné podložce vzniklý fotografickou cestou.

## Historie

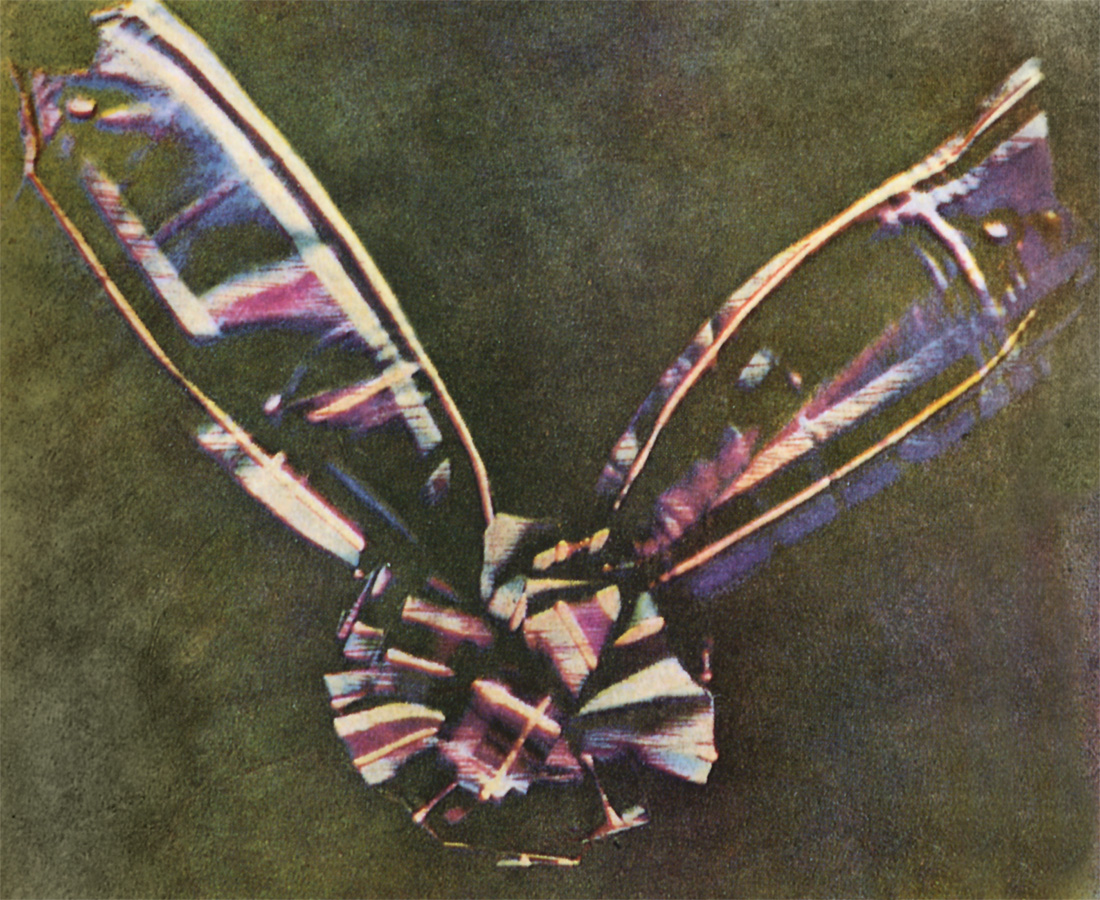
Stužka, první barevná inverzní fotografie, 1861

Fyzikální základy teorie diapozitivního filmu položil James Clerk Maxwell v Londýně 17. května 1861. Promítl na plátno současně tři černobílé snímky barevné řádové stuhy přes červený, zelený a modrý filtr, které byly předtím exponovány přes filtry stejných barev. Prokázal tak princip aditivního míchání barev. Ve skutečnosti však byla použitá exponovaná fotocitlivá emulze necitlivá na červenou barvu. Místo červené byla na snímku přes červený filtr exponována okem neviditelná ultrafialová část spektra. Prakticky však byla tato technika kvůli své komplikovanosti nepoužitelná. 

V praxi se však rozšířil až s vynálezem autochromu patentovaný roku 1903 bratry Lumièrovými a komerčně vyráběný v letech 1907 až 1935.

## Technika
Návrh a složení většiny barevných diapozitivních filmů jsou však založeny na principu subtraktivního skládání barev, ve kterém jsou kombinovány tři základní barvy (žlutá, purpurová a azurová) s barvami k nim doplňkovými, aby složily celé barevné spektrum viditelného světla. Takovéto filmy se skládají ze tří stříbro-halogenidových emulzí v jediné vrstvě. Svrchní emulze je citlivá pouze na modrou. Pod ní je žlutý filtr, který blokuje modrou ale propouští zelenou a červenou barvu do druhé emulze, která absorbuje barvu zelenou, nikoli však červenou. Tu zaznamená spodní vrstva emulze.
Když je barevný film ve fotoaparátu vystaven světlu, na každé z těchto tří emulzí se vytvoří latentní monochromatický obraz. Během zpracování vytvoří chemická reakce vývojky vlastní obrazy v kovovém stříbře, stejně jako při černobílém zpracování. Vývojka zreaguje s barvotvornými složkami vtěsnanými v každé z emulzí a vytvoří azurovou, purpurovou a žlutou složku obrazu. Poté je film ve speciální bělicí lázni bělen, tj. odstraní se kovové stříbro, zanechaje pouze negativní obraz v základních barvách. V barevném inverzním filmu jsou neexponované krystaly halogenidu stříbra, které nebyly během úvodní fáze vyvolávání přetvořeny v kovové stříbro, přeměněny v druhé fázi vyvolání na pozitivní barvivové obrazy a uvolněné kovové stříbro. Poté, co je vyvíjení ukončeno, je film vybělen a jeho obraz ustálen v ustalovači.
Fotokopie barevných diapozitivů mohou být vyrobeny přímo, použitím procesu Cibachrome nebo Type R, jako je R-3 firmy Kodak nebo Type 34 od Fuji. Další možnost, jak mohou být barevné diapozitivy vyrobeny, je nejdříve vyrobit meziproduktový negativ (internegativ), který pak může být kopírován buď kontaktně nebo projekcí. Třetí barevný proces, zvaný přesun barvotvorných složek (dye-transfer), je značně komplexnější a většinou se používá jen pro profesionální práci. Je to metoda černobílých výtažků.

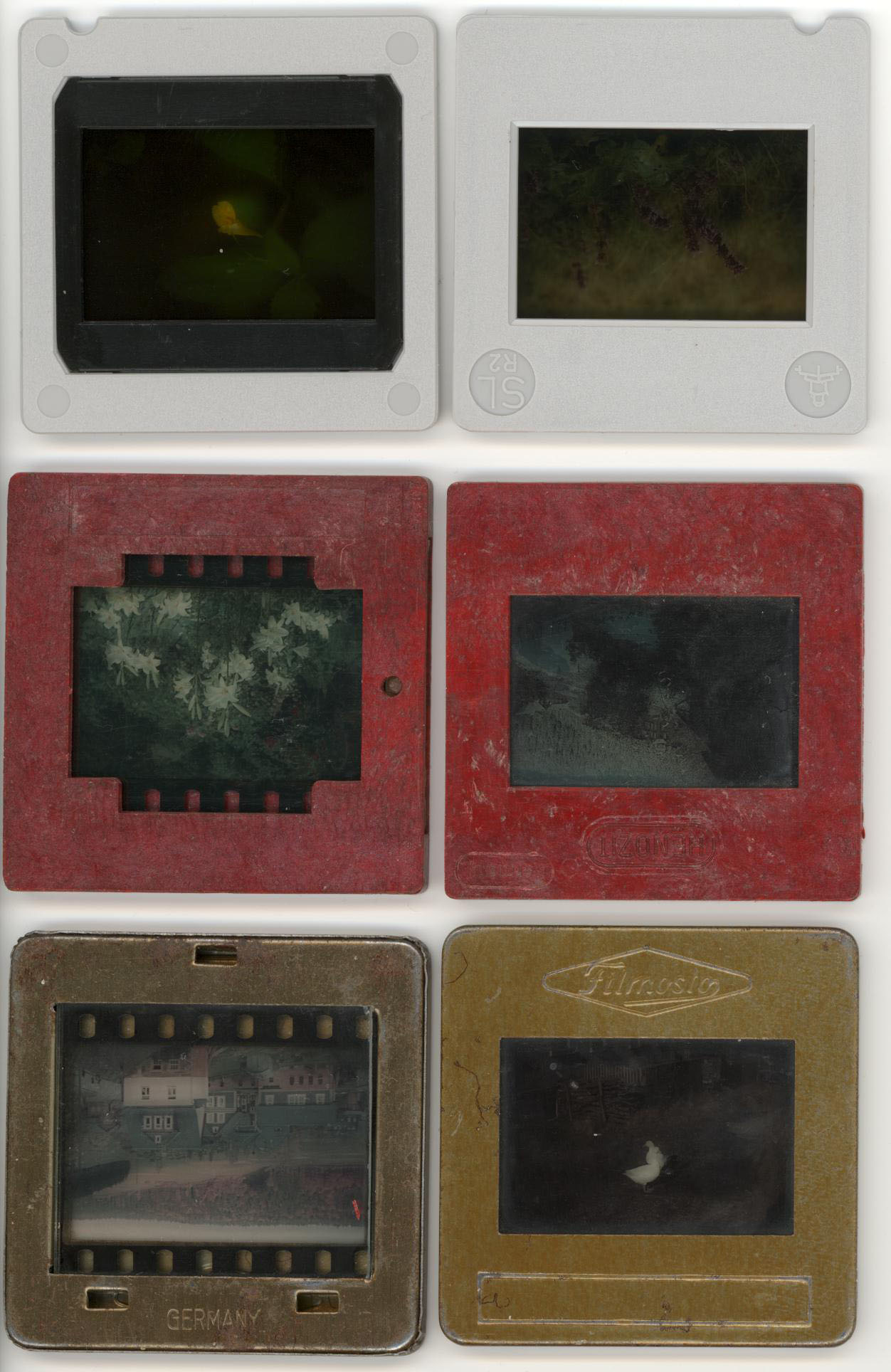
Diapozitivy, od r. 1940 (kovové) do 1985 (plastové)
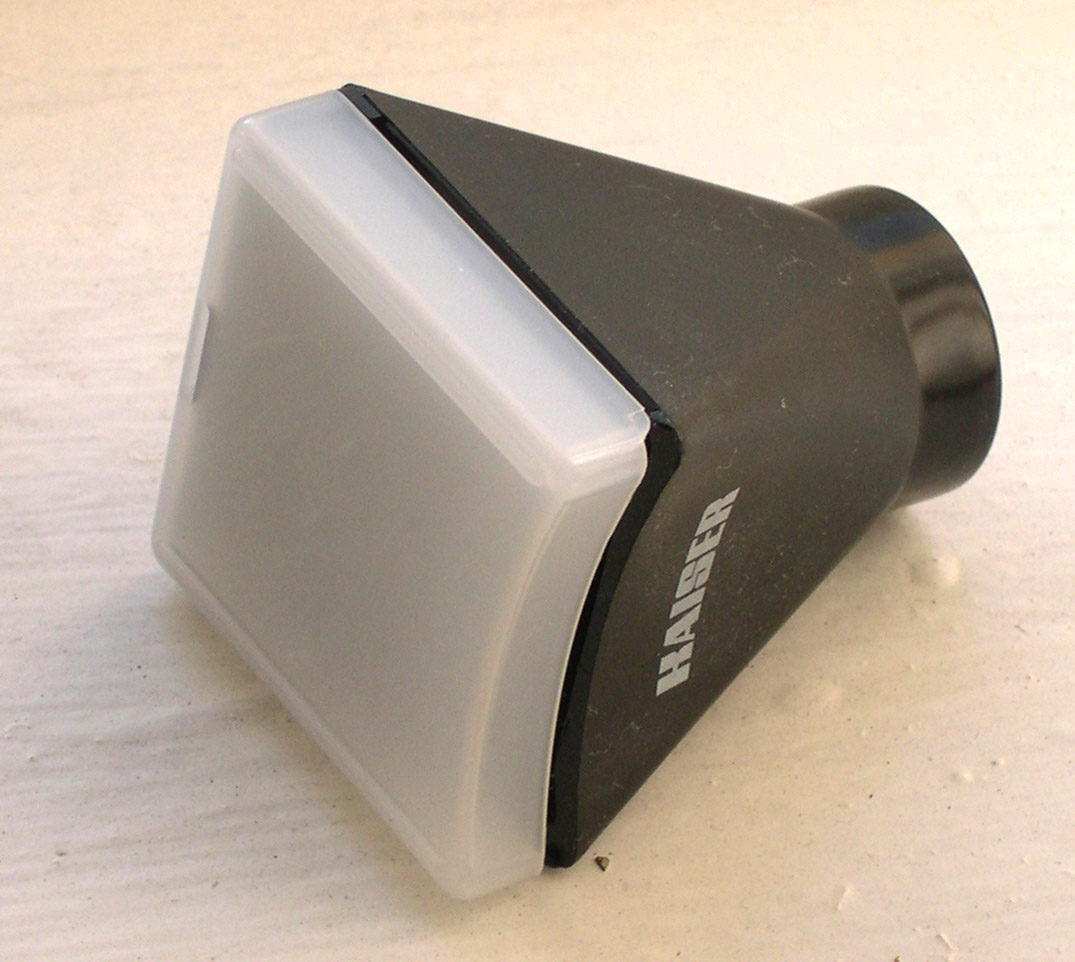
Prohlížečka diapozitivů
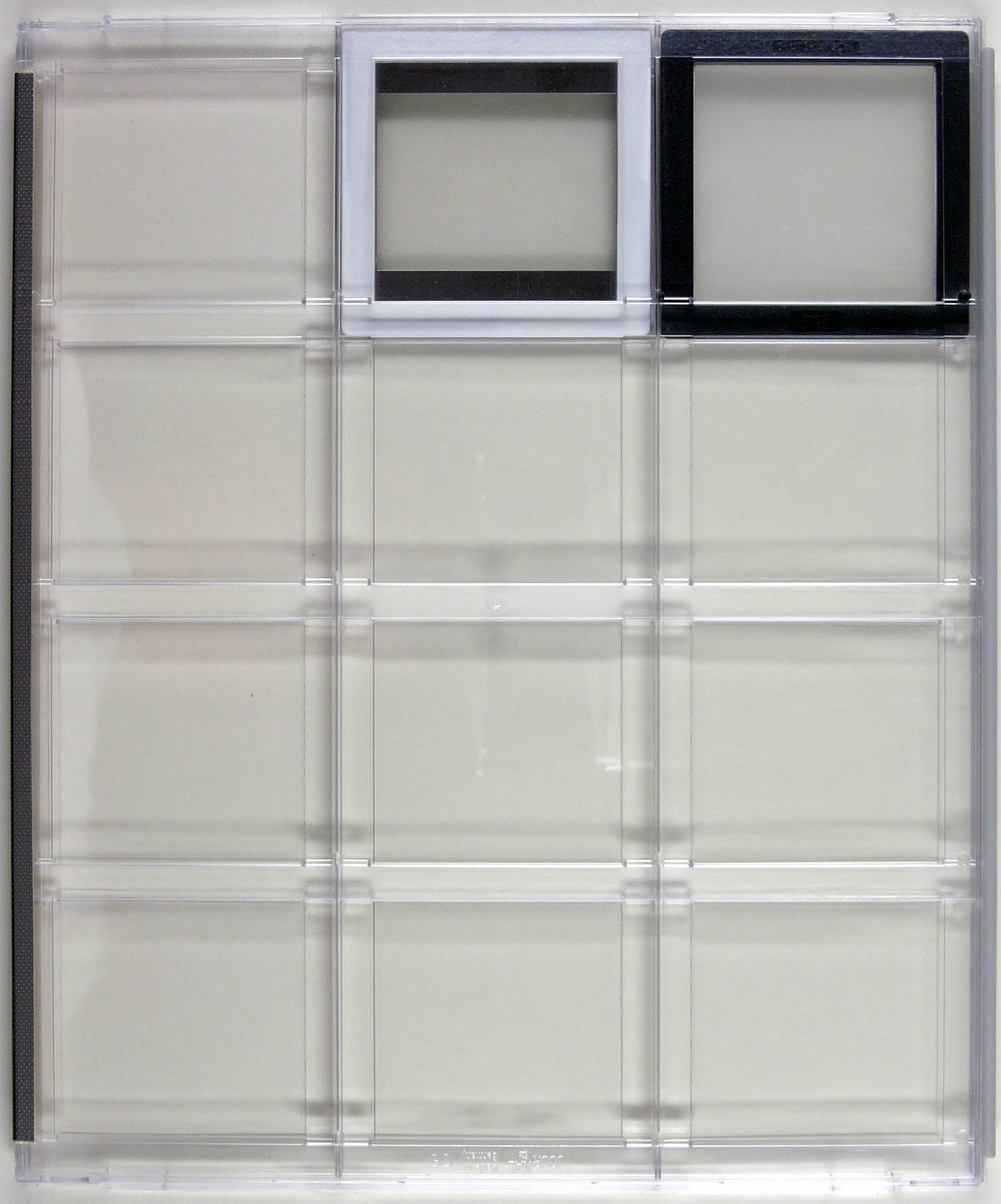
Archive box
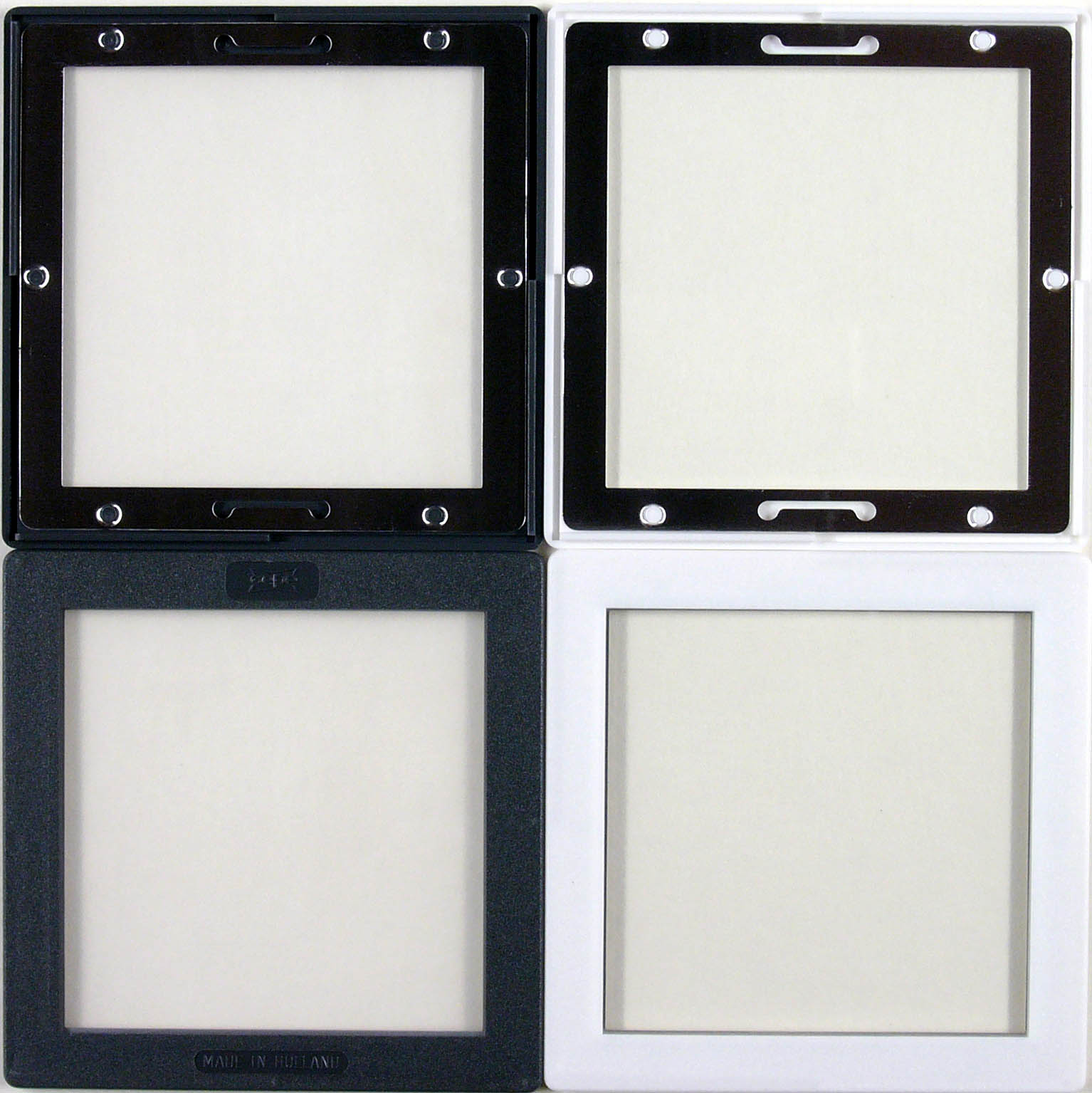
Formát 6x6 cm

## České profesionální diapozitivy
- Dětské pohádky na diafilmech a diapásech[1]
- Školní výukové diapozitivy[2]
- Propagandistické[3] a reklamní diapozitivy, např. Lidové milice[4]
- Pohlednice se 3 diapozitivy,[5] největší série diapohlednic bylo Zoo Praha a Národní galerie, každá má celkem 120 diapozitivů.
- Stereokotoučky[6]